# ポルト・エンペードクレ駅
座標: 北緯37度17分30秒 東経13度32分16秒 / 北緯37.291651度 東経13.537881度
ポルト・エンペードクレ駅（伊: Stazione di Porto Empedocle）はイタリア・シチリア島のポルト・エンペードクレにある鉄道駅。同市の主要駅で、ポルト・エンペードクレ中央駅とも呼ばれる。
かつて、この駅は重要な貨物駅であり、異なる軌間の路線への積み替え駅であった。

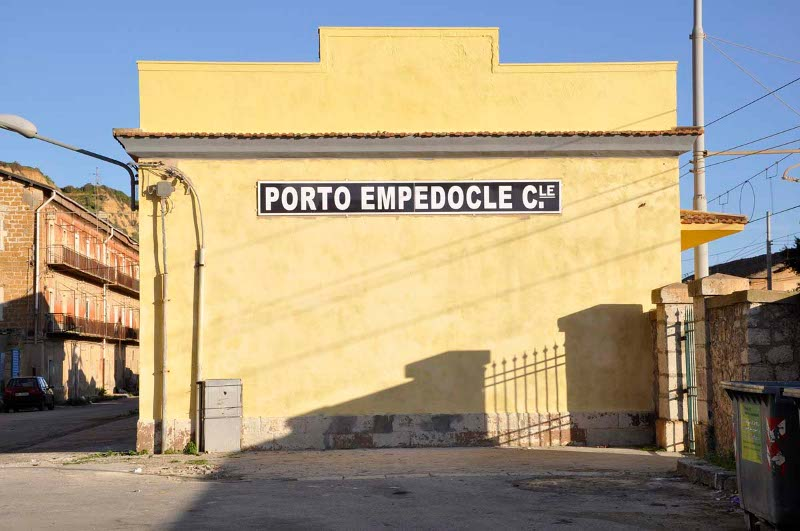
リンカーン通りに面したポルト・エンペードクレ駅入口

## サービス
修復後の設備
- 待合室
- 切符売り場
- トイレ
- 到着列車・出発列車のアナウンス
- 身障者への対応